# Église de la Vierge (Qasriet Al-Rihan)
L'église de la Vierge dite Qasriet al-Rihan (pot de basilic) est une église du quartier du Caire copte datant du Ve siècle.
L'église de la Vierge « Qasr al-Rayhan » a été construite au Ve siècle apr. J.-C. au sein d'un groupe d'églises dans le cadre de la forteresse de Babylone, ancien siège de la garnison romaine dans cette zone. Des références anciennes et des manuscrits archéologiques trouvés sur l'église mentionnent que la zone dans laquelle cette église était située s'appelait (Darb Al-Taqa), et l'allée qui y menait s'appelait (Allée Bani Al-Husayn) en référence à la Forteresse de Babylone, qui comprend cette église et quelques autres églises. 
C'est l'une des églises archéologiques les plus anciennes qui soient encore debout et présentes en Égypte jusqu'à présent, malgré ce à quoi elle a été exposée au fil du temps, comme des tremblements de terre, les démolitions intentionnelles dans le cadre de persécutions successives ou encore les changements d'affectation.

## Appellation Qasriyat al-Rayhan
Cette église est connue sous le nom de Qasriyat al-Rayhan, et cette dénomination s'explique par une raison : depuis le quatrième siècle, lorsque l'empereur Constantin a instauré le christianisme comme religion officielle de l'État, les coptes se sont employés à construire des églises et à les dédier à la Vierge Marie, aux anges, aux apôtres et aux martyrs. Pour les distinguer les unes des autres, et en particulier les églises de la Vierge Marie, celles-ci se sont vues ajouter certains attributs, tels que Al-Mugheetha (les marins des Romains), Al-Damshiriya (dans l'Egypte ancienne), et Halet Al-Hadid (les marins de Zuwailah). 
Quant à cette église, son nom célèbre vient d'un incident historique, au cours du Ponficat du pape Michel III (880-907 apr. J.-C.), dont le lieu de résidence était l'église de la Vierge. 
Un homme copte de l'époque toulunide, dont le nom était Yuhanna Abu Maqara, avait subi une injustice flagrante et condamné à la pendaison. Il a demandé l'intercession de la Vierge-Marie pour le sauver de sa situation. La Vierge lui apparut sous une forme lumineuse. Elle lui a promis la fin de son problème et lui a demandé de reconstruire son église, disparue. Elle lui indiqua son emplacement actuel  où il trouverait un « pot » dans lequel était plantée une plante odorante, qui est la plante du basilic , d'où le nom pot de basilic.
L'archonte s'est rendu à cet endroit et a trouvé le « pot » de la plante et a fouillé les ruines. À partir de là, m'église a été reconstruite d'une belle manière qui convient à l'église de Jésus-Christ et de sa mère, la Vierge Marie. En commémoration de ce miracle, les fenêtres de l'église ont été décorées de scènes de « pots de basilic. » Elles ont été réalisées en vitrail en forme de pot contenant une plante symbolisant le pot de basilic .
Dans une autre déclaration, le Dr Fathi Othman, archéologue, a déclaré que le mot Al-Rayhan a été donné à la zone nord du fort de Babylone après qu'un des commandants de l'armée d'Amr ibn Al-Aas soit entré dans le fort. de sa porte nord. Une autre opinion était que le nom était "Césaret Al-Rayhan" car il était donné au marché dans lequel les taxes sont perçues au nom du souverain sur les marchandises entrant et sortant du marché.
Quelle que soit la raison du nom, il s'est répandu et a distingué cette église.

## Architecture
Cette église construite dans le style gothique, possède une toiture composée de six coupoles à ouvertures circulaires en forme de croix, sur lesquelles sont montés des disques de verre coloré par lesquels pénètrent les rayons du soleil selon sa rotation cosmique.
En entrant dans l'église, on peut voir les rayons du soleil émanant de son plafond, travaillant à l'éclairer d'une faible lumière qui donne L'intérieur de l'église a une atmosphère spirituelle, et les six dômes sont soutenus par deux colonnes de marbre situées au milieu de l'église. la nef de l'église (elles ont été remplacées par deux colonnes de granit rose lors de la récente reconstruction) et d'autres colonnes construites en pierre à l'intérieur des murs latéraux portent les coupoles qui constituent le toit de l'église. 
Ce style est considéré comme unique pour les églises situées à l'intérieur de la forteresse de Babylone. Cette église et l'église voisine du Grand Martyr Saint Georges sont considérées comme appartenant à ce style architectural, car le reste des églises est construit sur un plan basilical, composé de deux ailes séparées par deux rangées de colonnes de l'aile médiane.
L'église compte trois sanctuaires :
- le temple du milieu, dédié au nom de la Vierge Marie, Mère de la Lumière,
- le temple marin, dédié au nom du vénérable ange Michel,
- et le temple tribal, dédié au nom de l'évêque martyr Anba Sarabamon, évêque de la ville de Nicos du Ve siècle (elle s'appelle actuellement Zawiyat Razan dans le gouvernorat de Menoufia).  L'église dispose plusieurs de ses saintes reliques. Elles en célèbrent le martyre chaque année le 28 Hatour, et beaucoup viennent intercéder pour ce saint qui a beaucoup de merveilles et de miracles.

L'église possède un groupe de merveilleuses icônes coptes, toutes représentées au XVIIIe siècle, dessinées par le brillant iconographe de cette époque, Jean l'Arménien. l'illustrateur Ibrahim Al-Nasikh a inclus des icônes des patriarches Abraham, Isaac et Jacob, une icône des martyrs Justus et Able, et une icône du martyr Abu Fam Al-Jundi, du martyr Mar Mina, de l'évêque Barsoum Al-Arian et autres.
Il y avait une plateforme en bois dans l'église, posée sur quatre piliers en bois, adjacente au mur de l'église. Il y avait une échelle en bois. Ceux qui vivaient dans l'église se souvenaient qu'elle servait à lire le livre des Lamentations du prophète Jérémie. le Vendredi Saint, avec sa mélodie distinctive.

### Rénovations
L'histoire des patriarches indique que le pape Michel III avait l'habitude de quitter l'enceinte pour rencontrer le gouverneur, Ahmed Ibn Tulun, dans la ville d'Al-Qata'i (le quartier Sayyida Zeinab près du quartier de la mosquée Ahmed Ibn Tulun). Lorsque ce souverain imposait des impôts exorbitants aux coptes, il allait négocier cette affaire pour tâcher des réduire les impôts.
C'était en l'an 895 apr. J.-C. que l'église fut rénovée pour la première fois, la dernière étant en 1778 apr. J.-C. (sous le pontificat du pape Yunus 18 et sous le gouvernement d'Ali Bey le Grand et de Murad Bey, à l'époque où le professeur Ibrahim Al-Gawhary était le commis en chef de l'Égypte) et cette date a été enregistrée. 

## Trésor
- Sur le voile du temple, qui était considéré comme un chef-d'œuvre de l'art, car il était fait de bois sculpté et incrusté de défenses d'éléphant et de nacre. C'était un merveilleux chef-d'œuvre de l'art copte dans ce domaine. époque et a été admiré par tous ceux qui l'ont vu.
- Il y a aussi une boîte en argent incrustée de pierres précieuses, dans laquelle a été placée une copie de l'Évangile (l'Annonciation), utilisée dans les rituels de l'église, est écrite dessus et datée de 1704 apr. J.-C. ; cette boîte est conservée au Musée copte et l'une de ses possessions les plus rares.
- Parmi les manuscrits de l'église se trouve également le livre de la Pâques, tous deux coptes et arabe, datée 1338 apr. J.-C.
- Il y avait aussi une merveilleuse icône de la Vierge Marie dans le premier compartiment à droite de l'intérieur de l'église. La date de sa fabrication est du XVIIe siècle et cela indique l'église qui existait à toutes ces époques.